# ZiL–485

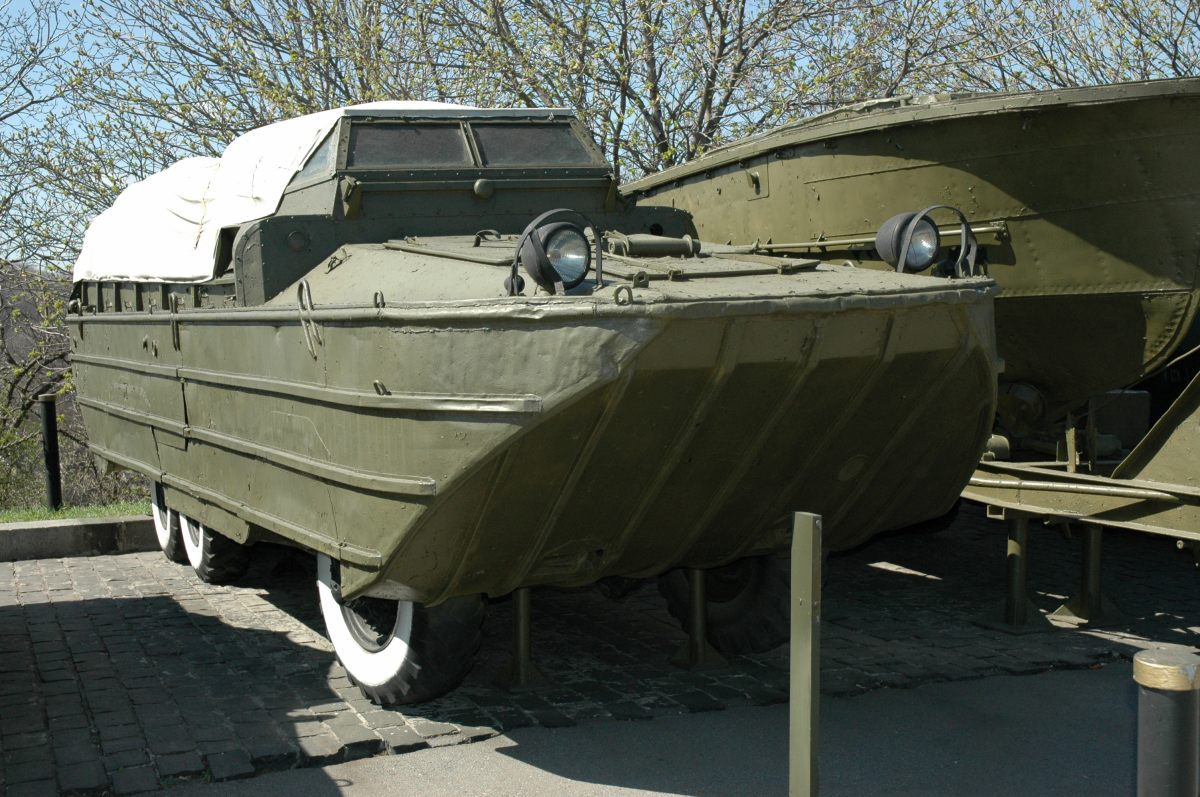
ZiL–485 a Nagy Honvédő Háború Múzeumában, Kijevben

A ZiL–485 a Szovjetunióban az 1950-es években gyártott úszó szállító jármű (tehergépkocsi). A Szovjet Hadseregben használt típusjelzése BAV (БАВ  – большой автомобиль водоплавающий). A jármű az amerikai General Motors Co. által gyártott DUKW szovjet másolata.

## Története
A járművet a második világháború alatt a Lend-Lease program keretében a Szovjetunióba szállított amerikai DUKW lemásolásával fejlesztették ki. 1950-ben Vitalij Andrejevics Gracsov vezetésével indult a tervező munka a dnyipropetrovszki DAZ gyárban. Az eredeti típusjelzése ennek megfelelően DAZ–485 volt. A DAZ-ban azonban nem indult be a járműgyártás (a gyár rakéták gyártására állt át), ezért a sorozatgyártást 1951-ben áthelyezték a moszkvai ZiSZ gyárba, így a típusjelzése ZiSZ–485 lett. A ZiSZ gyár 1956-ban ZiL-re történt átkeresztelése után a típusjelzés ZiL–485-re változott, a hadseregben pedig BAV-nak nevezték. Később a gyártást áttelepítették Brjanszkba, ahol 1962-ig folyt a sorozatgyártása. Kialakították a ZiL–157 tehergépkocsi alvázára épített, külső felépítésében viszont nagyrészt változatlan ZiL–485–A változatot, amely a hadseregben a BAV–A nevet kapta. A járművet a Szovjet Hadseregen kívül a Varsói Szerződés több tagállama is alkalmazta.

## Szerkezeti kialakítása
A jármű külső úszóteste ugyan a DUKW-n alapul, a ZIL–485 kifejlesztésénél azonban a szovjet ipar által már gyártott járművek, így a BTR–152 és a ZiSZ–151 részegységeit használták fel. A 6×6-os kerékelrendezésű alváz és a felfüggesztés a ZiSZ–151 tehergépkocsiból származik. A szovjet változat nehezebb, motorja pedig erősebb volt, mint az amerikai DUKW-é. További jelentős különbség, hogy a szovjet változat hátsó része a rakodás megkönnyítése érdekében lenyitható volt. Terepen összkerék-meghajtással,  közúton hátsókerék meghajtással tudott közlekedni. A járműbe kerülő víz eltávolításához két vízszivattyúval szerelték fel. A 81 kW (110 Le) teljesítményű ZiL–458 benzinmotor a jármű orr részében kapott helyet. A rakodótérben 28 felfegyverzett katona számára volt hely. Terhelhetősége vízen 3,5 t, szárazföldön 2,5 t, így szállíthatott akár egy 122 mm-es D–30-as tarackot is.

## Műszaki adatok
- Hossz: 9540 mm
- Szélesség: 2485 mm
- Magasság: 2600 mm
- Tömeg: 7050 kg (a BAV–A esetében 7400 kg)
- Legnagyobb sebesség:
  - Közúton: 60 km/h
  - Vízen: 8–9 km/h
- Motor: 1 db 5555 cm³-es 81 kW (110 Le) teljesítményű, hathengeres ZiL–485 benzinmotor
- Hatótávolság: 510 km (vízen 6 órás üzemidő)

## Külső hivatkozások
- A Lihacsov Autógyár (ZiL) honlapja